# Gare de Nîmes-Pont-du-Gard
Ne doit pas être confondue avec les gares de Nîmes, de Remoulins - Pont-du-Gard ou de Manduel - Redessan.
La gare de Nîmes-Pont-du-Gard, initialement appelée gare de Nîmes - Manduel - Redessan par la Société nationale des chemins de fer français (SNCF), est une gare ferroviaire française. Ses emprises sont établies sur les territoires des communes de Manduel et de Redessan, dans le département du Gard, en région Occitanie. Par la route, elle se trouve à environ 14 kilomètres de Nîmes et 23 km du pont du Gard.
Mise en service le 15 décembre 2019, elle est implantée à la croisée du contournement de Nîmes et de Montpellier (ligne nouvelle ouverte en 2017) et de la ligne de Tarascon à Sète-Ville (ligne classique), ce qui permet une desserte aussi bien en TGV qu'en TER (avec correspondances entre ces trains).

## Situation ferroviaire
La gare de Nîmes-Pont-du-Gard est située au point kilométrique (PK) 27,166 du contournement ferroviaire de Nîmes et de Montpellier (où elle précède la gare de Montpellier-Sud-de-France), au croisement, par un passage supérieur, de la ligne de Tarascon à Sète-Ville (à son PK 14,291). Sur la dernière, ses quais sont établis entre les gares ouvertes de Beaucaire (s'intercale, dans cette direction, celle fermée de Jonquières-Saint-Vincent) et de Nîmes (s'intercalent, vers cette dernière, celles également fermées de Manduel - Redessan et de Grezan).

## Histoire

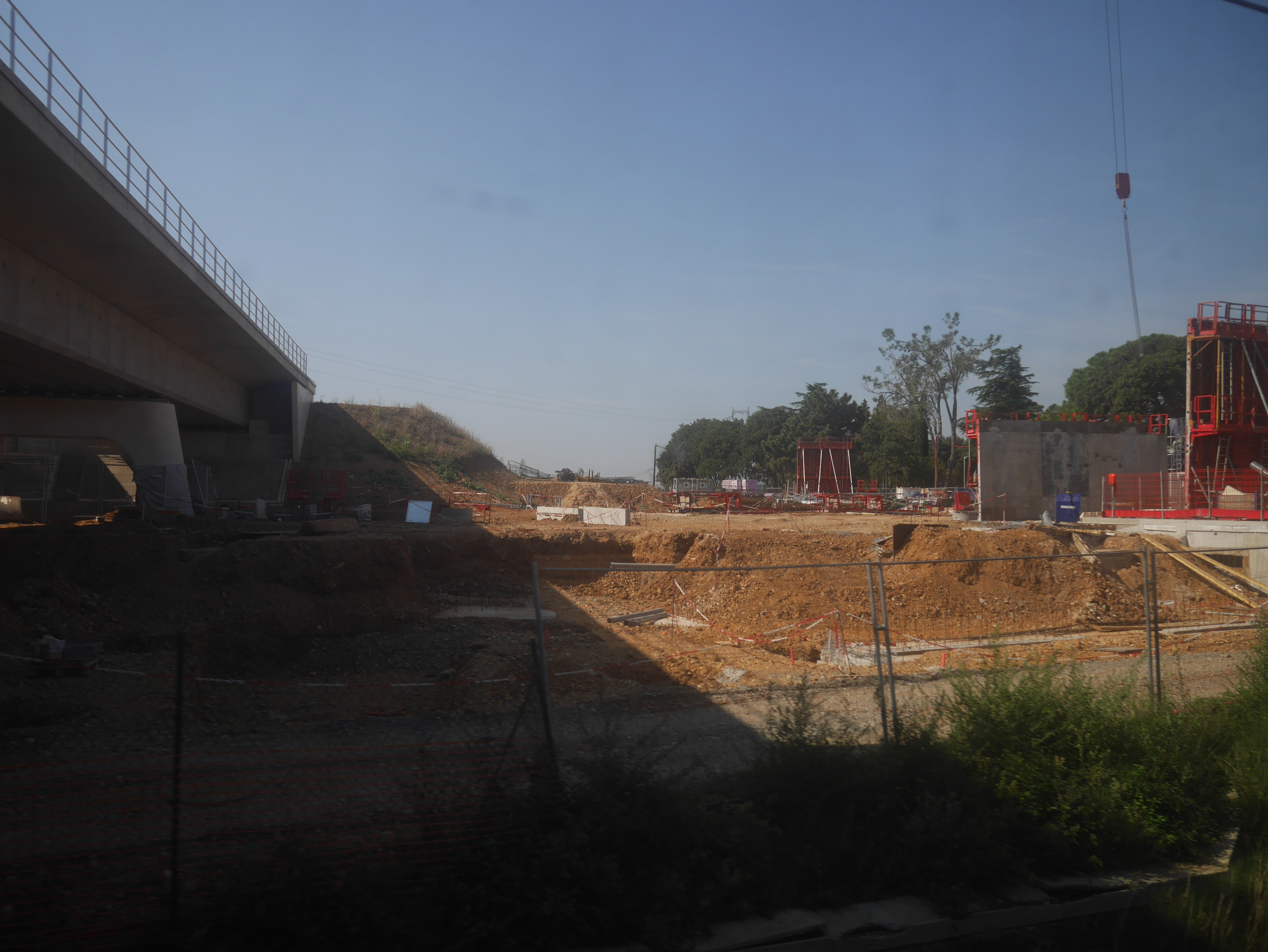
Aperçu du chantier, en septembre 2018.

Après un chantier commencé en 2017, la mise en service de cette gare est réalisée le 15 décembre 2019 (bien qu'aucun train ne la desserve pendant les cinq premiers jours de son exploitation, à cause d'une grève), soit un délai de construction abaissé de trois à deux ans. Elle est conçue par l'AREP, qui la présente comme écodurable.
Lors des travaux, le plan de voies initial sur le contournement de Nîmes et de Montpellier a été modifié, afin de réduire le budget total (83 millions d'euros au lieu de 95) ; les deux voies centrales passantes ayant été désactivées, les circulations ferroviaires concernées empruntent systématiquement les deux voies latérales (disposant chacune d'un quai) depuis le 15 juillet 2019. Par ailleurs, en mars de la même année, le tribunal administratif de Nîmes a rejeté les requêtes contre les arrêtés préfectoraux concernant le projet, qui avaient été formulées par l'association ASPIC (s'opposant à la déclaration d'utilité publique) et par France Nature Environnement (contre l'autorisation environnementale).
Le site est en outre intégré dans la future zone Magna Porta, projet de Nîmes Métropole qui comprend la réhabilitation du mas Larrier (en y créant notamment un restaurant et un espace de vente de produits du terroir). Ce dernier est un ancien bâtiment agricole, situé à proximité immédiate de la gare.
En 2020 (première année complète d'exploitation), la SNCF estime la fréquentation annuelle de cette gare à 405 086 voyageurs. Une partie de cette fréquentation est engendrée par les Arlésiens dont la ville est distante de 24 km, ce qui représente un trajet plus court que celui nécessaire pour atteindre Avignon TGV ; ainsi, le maire Patrick de Carolis a souhaité adjoindre le nom d'Arles à celui de la gare, mais a renoncé en raison des 200 000 € que coûterait ce changement.

## Fréquentation
De 2019 à 2023, selon les estimations de la SNCF, la fréquentation annuelle de la gare s'élève aux nombres indiqués dans le tableau ci-dessous :
| Année                      | 2019   | 2020    | 2021    | 2022    | 2023      |
| -------------------------- | ------ | ------- | ------- | ------- | --------- |
| Voyageurs seuls            | 15 135 | 405 086 | 590 063 | 745 834 | 1 054 535 |
| Voyageurs et non voyageurs | 18 919 | 506 358 | 737 579 | 932 292 | 1 318 168 |

## Service des voyageurs

Intérieur du bâtiment voyageurs.

### Accueil
La gare dispose d'un bâtiment voyageurs (comportant notamment une boutique Relay), ouvert tous les jours. Elle est équipée d'automates pour l'achat de titres de transport (mais d'aucun guichet).

### Desserte
La gare est desservie par, :
- des TGV inOui (depuis ou vers Paris, Barcelone, Lille, Lyon, Toulouse, etc.) et Ouigo (depuis ou vers Paris mais aussi quelques autres villes), s'arrêtant également en gare de Montpellier-Sud-de-France ;
- des TER, permettant de faire la navette avec la gare de Nîmes (en centre-ville).

### Intermodalité
Plusieurs parkings (l'un d'entre eux est recouvert d'ombrières photovoltaïques), ainsi qu'un parc à vélos, sont disponibles à proximité de la gare. En outre, il est possible de prendre un taxi.
Par ailleurs, la ligne 33 (dite « express Gares ») du réseau urbain Tango dessert cette gare ; elle permet, en complément des TER, de rejoindre la gare de Nîmes (en centre-ville).

## Galerie de photographies

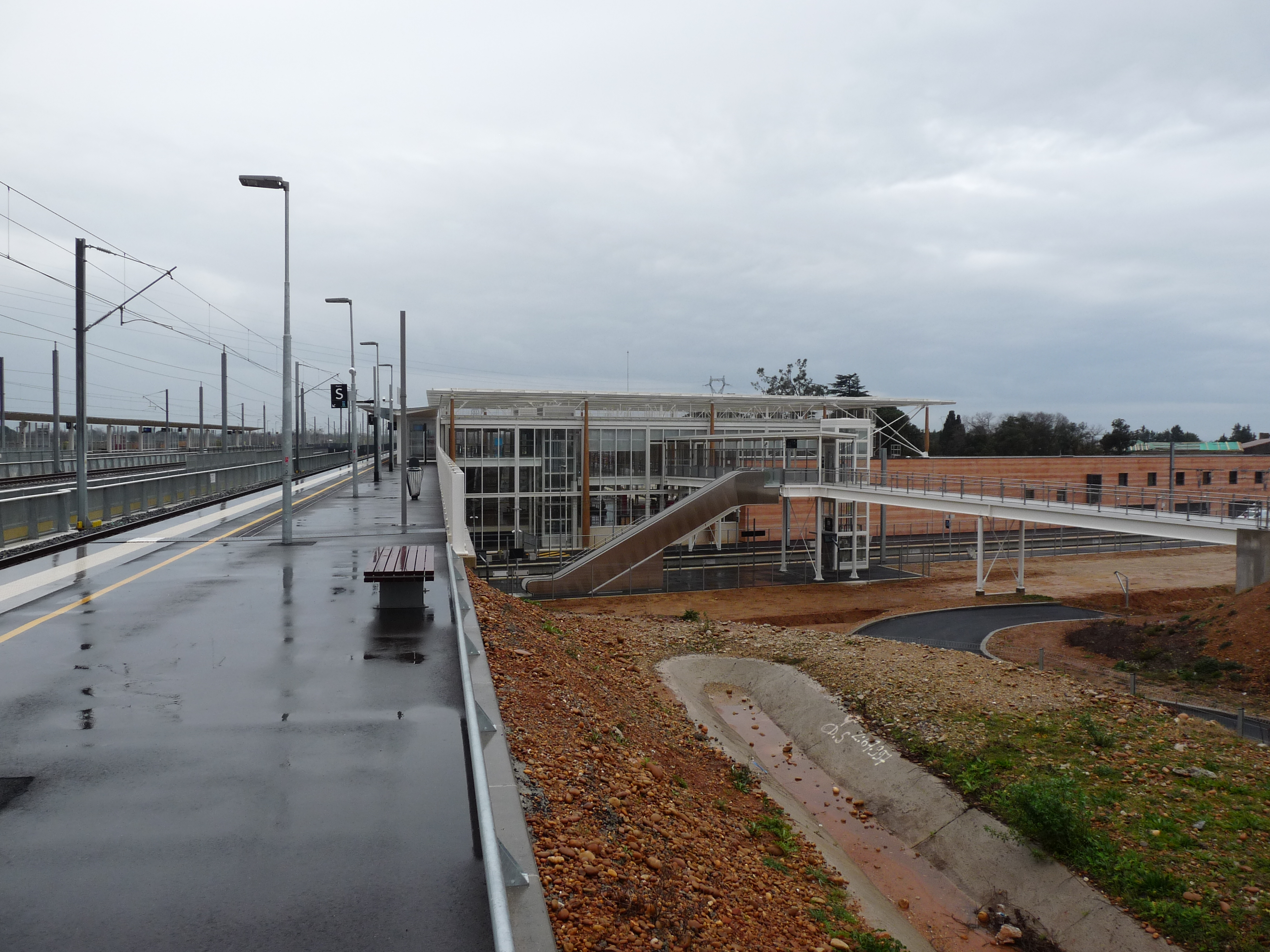
Vue générale de la gare.
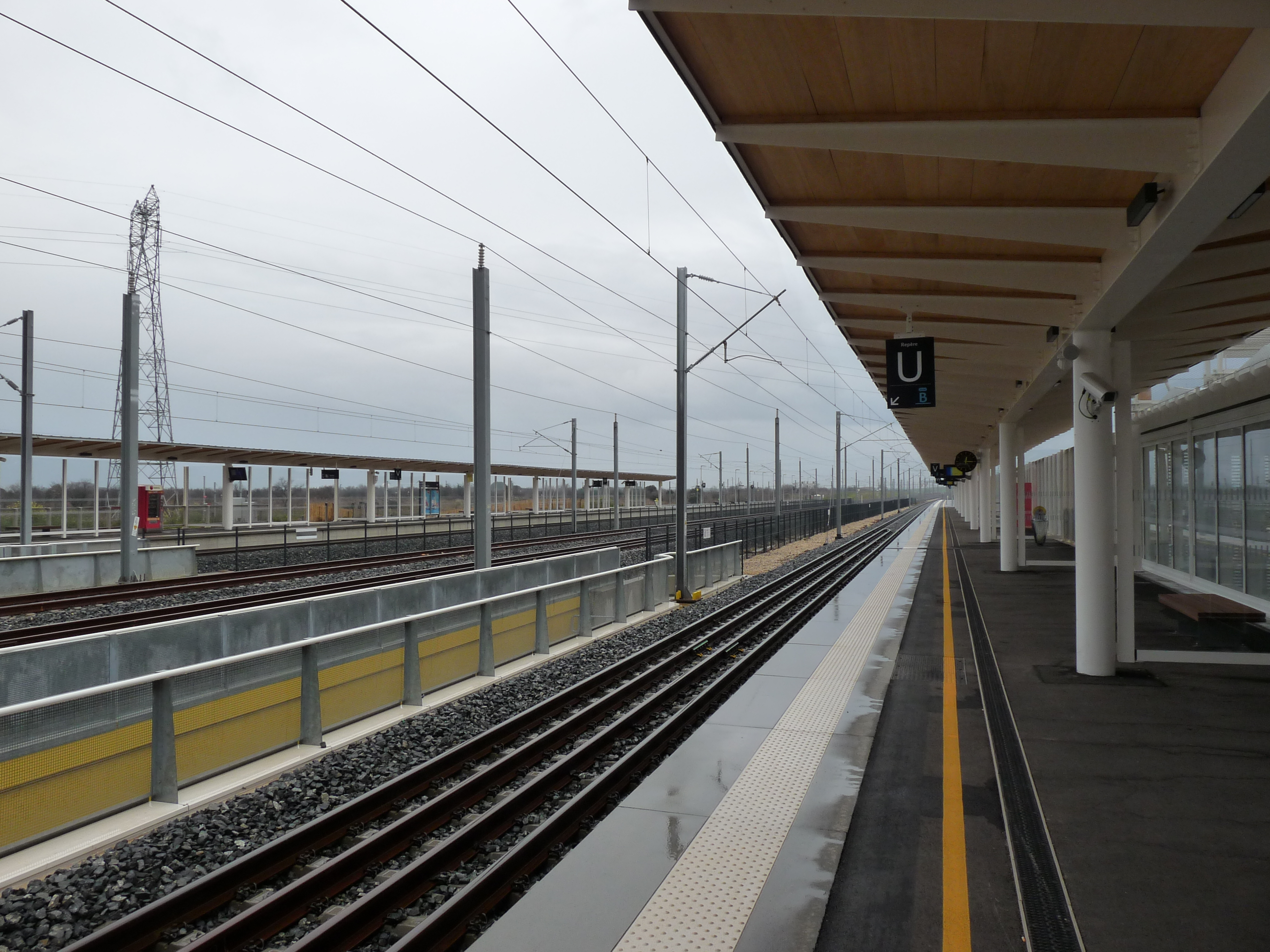
Quais et voies pour les TGV (partie supérieure de la gare).
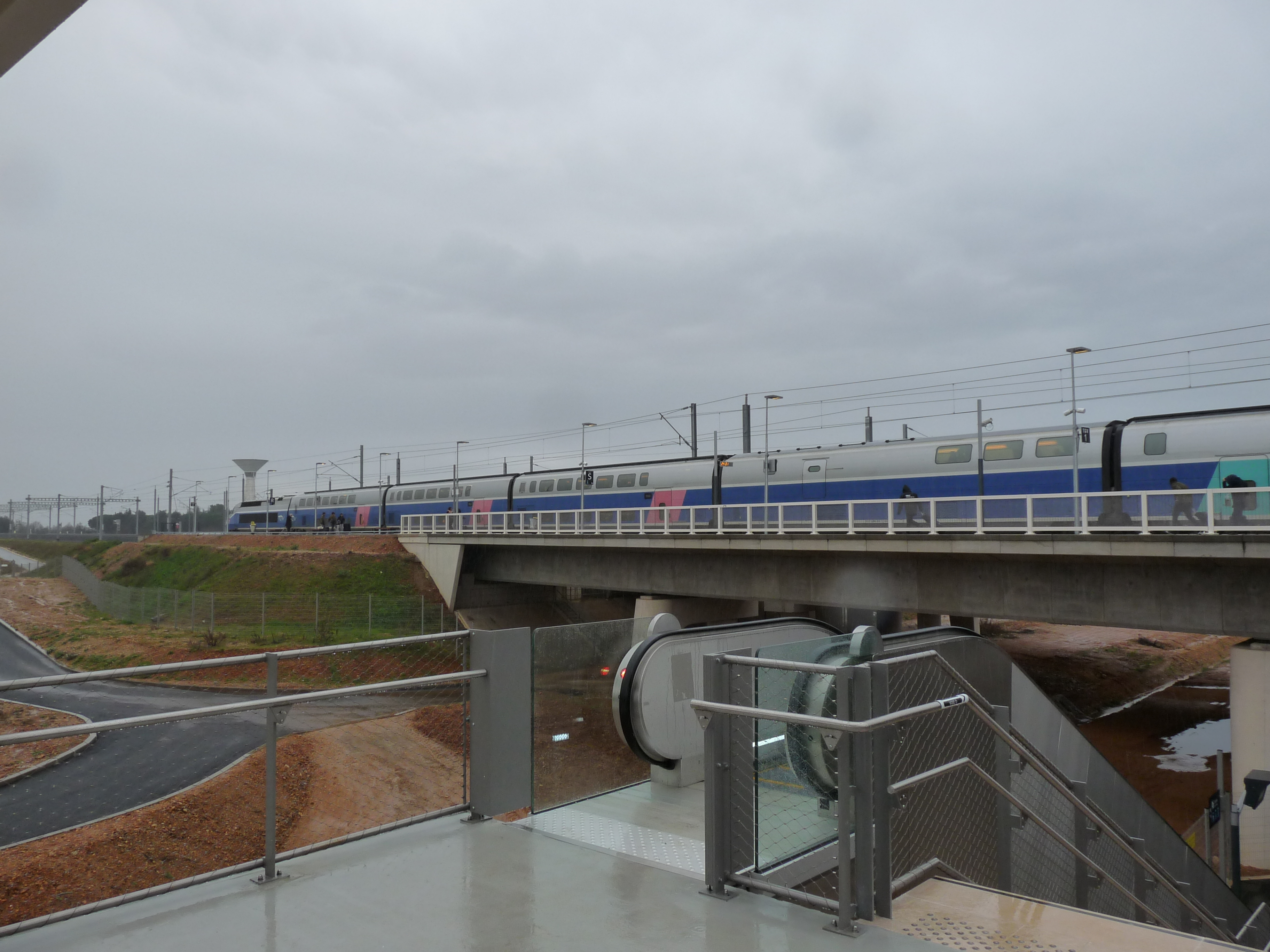
Aperçu de la desserte par une rame TGV Réseau Duplex.
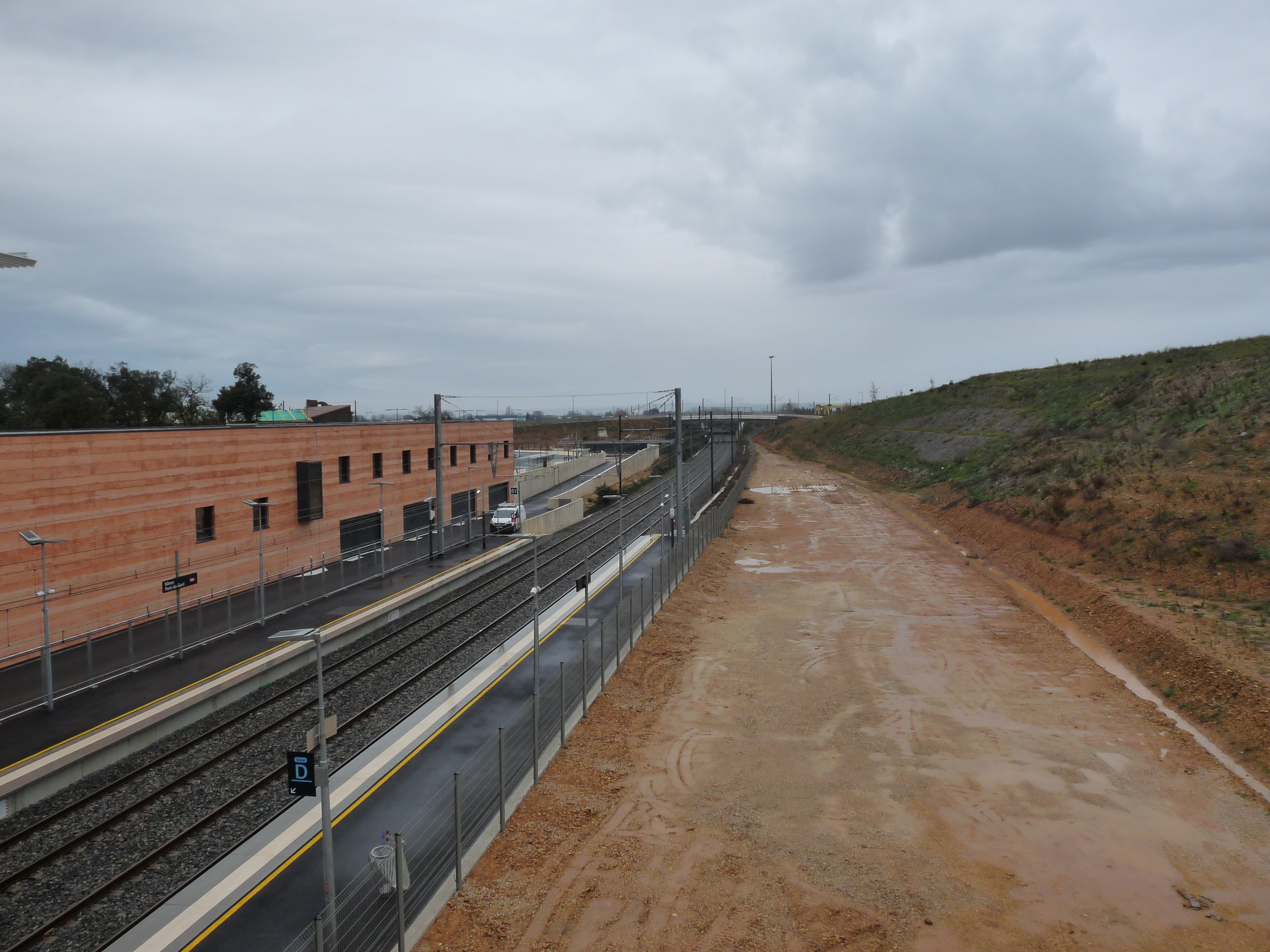
Quais et voies pour les TER (partie inférieure de la gare).
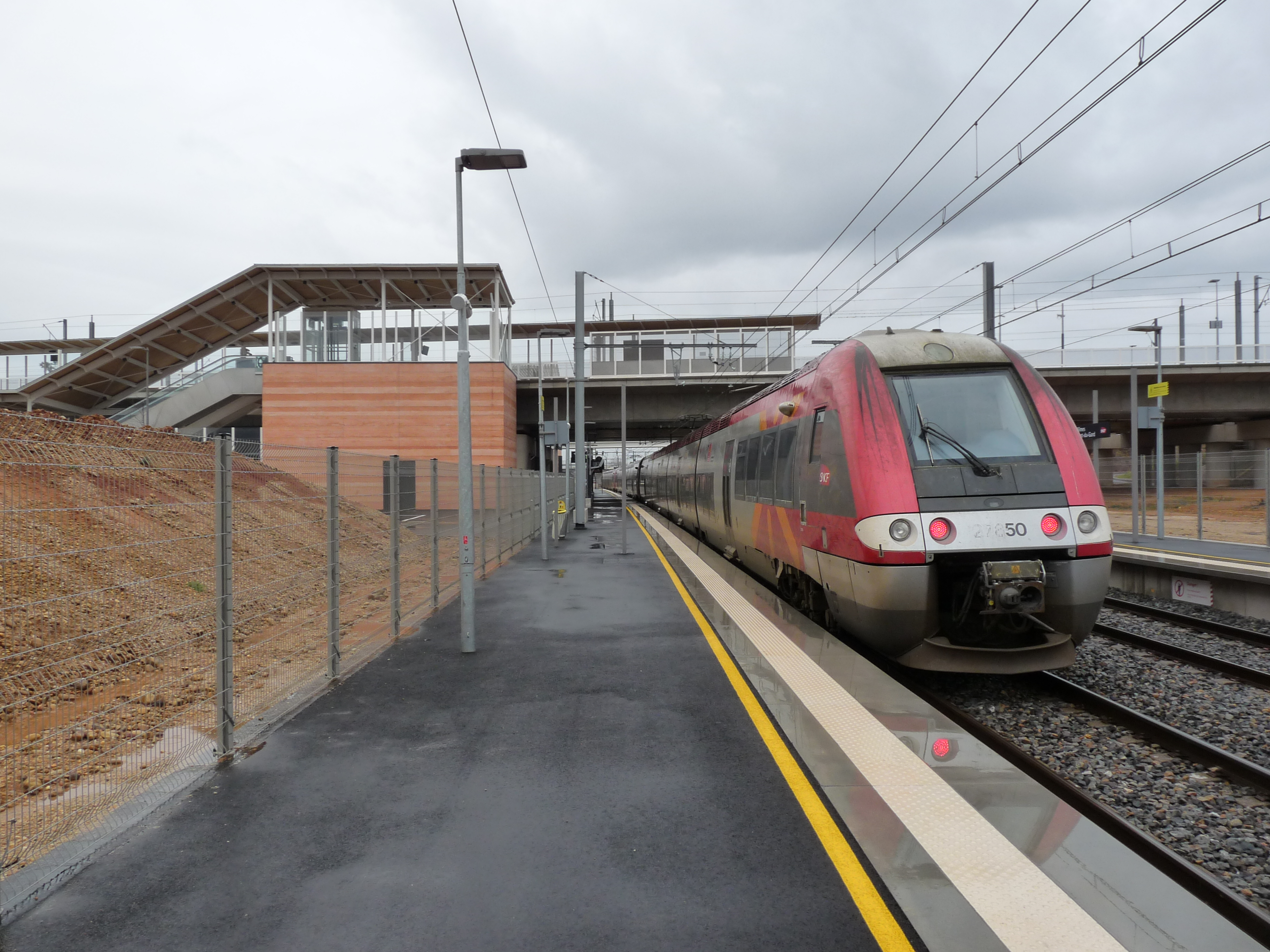
Desserte TER (rame Z 27500).